# Венчание на царство
Венча́ние на ца́рство, или Свяще́нное коронова́ние — церемония коронации русских царей по церковному обряду, с конца XV столетия по конец XVII столетия в Русском государстве, а начиная с XVIII — и российских императоров.
Собственно венчанию на царство предшествовали обряды «посажения на стол» («восседания на „золотом отнем столе“»), с начала XI столетия в Древнерусском государстве, а со второй трети XII столетия и в русских княжествах. Впервые венчание на царство было совершено 4 февраля 1498 года при московском великом князе Иване III с его внуком Дмитрием Ивановичем когда он был венчан на «великое княжение Владимирское, Московское, Новгородское и всея Руси». Церемония включала в себя обряд помазания на царство.

## История
Поставление на великое княжение в Средние века оформлялось путём настолования, или интронизации. Византийский обряд венчания на царство, видимо, принесла на Русь царевна София Палеолог. Впервые в России венчание на царство имело место в 1498 году, когда её супруг Иван III венчал своего внука Дмитрия Ивановича как наследника. Дмитрий, однако, пользовался титулом «великий князь», а не «царь». Ни сам Иван III, ни его преемник Василий III не были коронованы.
Впервые как глава государства короновался (и с того времени систематически использовал титул царя) Иван IV Грозный в 1547 году. Помазания на царство этот обряд не предусматривал. В 1561 году греческое духовенство преподнесло Ивану книгу царского венчания императоров Византии. Тогда же был составлен чин венчания на царство (вероятный автор — митрополит Макарий).
При этом обряд помазания на царство был ошибочно отождествлён с миропомазанием, хотя и в Европе и в Византии эти обряды различались: в отличие от России, там помазание на царство предшествовало венчанию, а не наоборот. Существует мнение, что если в других странах царь при помазании уподоблялся царям Израилевым, то в России он стал уподобляться самому Христу.
Венчание на царство Феодора Иоанновича 31 мая 1584 года было первым, целостно следовавшим переосмысленному византийскому чину с «великим выходом» государя и придворных в Успенский собор (где были устроены особые царские места) и вручением ему «яблока державного». Позднее великий выход осуществлялся на Золотое крыльцо Грановитой палаты.
Все коронации происходили в Успенском соборе Московского Кремля и совершались митрополитами Московскими и всея Руси, затем — патриархами, в поздний синодальный период — первенствующими архиереями. Дальнейшая сакрализация фигуры «помазанника» привела к тому, что с XVII века между священством и царством ставился знак равенства: даже причащались цари точно в том же порядке, что и священнослужители.
Начиная с коронации Павла I, короновались также и супруги российских императоров: корону, меньшую по размеру, на голову восходящей на престол императрицы возлагал не священнодействовавший архиерей, а сам коронуемый государь, причём императрица становилась перед своим супругом на колени. При венчании на царство Александра I отличием было то, что императрица Елизавета Алексеевна стоя приняла на свою голову корону. Обычай становиться на колени был восстановлен при короновании Александра II.

## Принятие регалий
Во время венчаний на царство в поздний период Российской империи архиерей вручал императору регалии — в правую руку скипетр, а в левую державу, и с краткой молитвой «Во имя Отца и Сына и Святаго Духа» произносил:

«О Богом Венчанный, и Богом Дарованный, и Богом Преукрашенный, Благочестивейший, Самодержавнейший, Великий Государь Император Всероссийский! Приими скипетр и державу, еже есть видимый образ даннаго Тебе от Вышняго над людьми Своими Самодержавия к управлению их и к устроению всякаго желаемаго им благополучия».
Позднее император, приняв от архиерея корону, возлагал её на себя, причем архиерей произносил: «Во имя Отца, и Сына и Святаго Духа, аминь», а после этого:

«Благочестивейший Самодержавнейший Великий Государь Император Всероссийский! Видимое сие и вещественное Главы Твоея украшение явный образ есть, яко Тебе Главу Всероссийского народа венчает невидимо Царь славы Христос, благословением Своим благостынным, утверждая Тебе владычественную и верховную власть над людьми Своими».
С середины XVIII века во время обряда обязательно выносился Державный щит Российской империи.

## Перечень венчаний на царство
- Иван IV (1547);
- Симеон Бекбулатович (1575);
- Фёдор Иоаннович (1584);
- Борис Годунов (1598);
- Лжедмитрий I (1605) — единственная тройная коронация русского царя;
Марина Мнишек (1606) — первая отдельная коронация царицы-супруги;
- Василий Шуйский (1606);
- Михаил Фёдорович (1613);
- Алексей Михайлович (1645);
- Фёдор Алексеевич (1676);
- Иван V и Пётр I (1682) — уникальная совместная коронация соправителей;
Екатерина Алексеевна (1724) — отдельная коронация императрицы-супруги (впоследствии Екатерина I);
- Пётр II (1728) — первая коронация императора;
- Анна Иоанновна (1730);
- Елизавета Петровна (1742);
- Екатерина II (1762);
- Павел I и Мария Фёдоровна (1797) — первая из шести подряд совместная коронация супругов и самая быстрая по сроку со вступлением на престол, 5 месяцев;
- Александр I и Елизавета Алексеевна (1801);
- Николай I и Александра Фёдоровна (1826);
- Николай I и Александра Фёдоровна (1829) — коронация в Варшаве (на Царство Польское);
- Александр II и Мария Александровна (1856);
- Александр III и Мария Фёдоровна (1883) — максимальное запаздывание коронации по сравнению со вступлением на престол (разница в 2 года) из-за беременности императрицы весной 1882 года и, возможно, соображений безопасности;
- Николай II и Александра Фёдоровна (1896).

Следующие цари и императоры: Фёдор II Борисович, Владислав Сигизмундович Ваза, Екатерина I (как царствующая императрица), Иоанн Антонович, Пётр III — не были коронованы. Павел I при перезахоронении Петра III возложил на его гроб корону в 1796 году.

## Царский венец
Традиционно при русском венчании на царство начиная с Дмитрия Ивановича и Ивана IV использовалась корона XIV века — так называемая шапка Мономаха. Для коронации Ивана V и Петра I была изготовлена вторая аналогичная шапка — «шапка Мономаха второго наряда». Владислав IV Ваза предполагал короноваться особым убором — «короной московитов».
Екатерина I, Пётр II, Анна Иоанновна и Елизавета венчались на царство коронами европейского образца. От Екатерины II и до Николая II использовалась одна и та же Большая императорская корона, изготовленная ювелирами Экартом и Позье (с группой подмастерий). Начиная с коронации Павла I и Марии Фёдоровны в 1797 году для императриц-супруг использовались особые малые короны.